# گشنیزوییه
گشنیزوییه یک منطقهٔ مسکونی در ایران است که در بخش مرکزی شهرستان شهربابک واقع شده‌است. گشنیزوییه ۱۰۷ نفر جمعیت دارد.